# Stefano Casiraghi
Pour les articles homonymes, voir Casiraghi.
Stefano Casiraghi, né à Côme le 8 septembre 1960 et mort à Saint-Jean-Cap-Ferrat le 3 octobre 1990, était un homme d'affaires et un sportif italien, ainsi que l'époux de la princesse Caroline de Monaco.

## Biographie
Stefano Casiraghi était le fils de Giancarlo Casiraghi (1925-1998), un entrepreneur du charbon italien, qui fait fortune dans le génie climatique puis dans l'importation de pétrole, et de son épouse Fernanda Casiraghi (née Biffi) (1925-2024),. Il avait deux frères, Marco et Daniele (respectivement ingénieur et entrepreneur) et une sœur, Rosalba (banquière,), avec qui il a grandi dans la propriété familiale Villa Cigogne, une demeure entourée de quatre hectares de parcs, sur les bords du lac de Côme, à Fino Mornasco.
Il s'occupait d'affaires allant de l'exportation de chaussures de sport à la construction d'immeubles, en passant par la vente de voitures haut de gamme et d'accessoires de luxe, et dirigeait également des sociétés financières en Italie, en Afrique et aux États-Unis, avant de bâtir sa propre fortune dans l'immobilier et la construction navale.

### Mariage et descendance
Le 23 décembre 1983, il épouse civilement dans la galerie des Glaces du palais de Monaco, à Monaco-Ville, la princesse Caroline de Monaco, avec qui il a trois enfants :
1. Andrea Casiraghi (né le 8 juin 1984), époux de Tatiana Santo Domingo. De cette union sont nés Alexandre, dit Sacha, le 21 mars 2013, India, le 12 avril 2015, et Maximilian, le 19 avril 2018 ;
2. Charlotte Casiraghi (née le 3 août 1986), ex-compagne de Gad Elmaleh. De cette relation est né hors mariage Raphaël, le 17 décembre 2013. Épouse de Dimitri Rassam. De cette union est né Balthazar, le 23 octobre 2018 ;
3. Pierre Casiraghi (né le 5 septembre 1987), époux de Beatrice Borromeo. De cette union, sont nés Stefano, le 28 février 2017, et Francesco, le 21 mai 2018.

### Carrière et activités
Homme d'affaires actif, Casiraghi devient après son mariage le concessionnaire automobile de Porsche, Ford et Mitsubishi à Monaco et a, en outre, la responsabilité des boutiques Christian Dior en Italie et à Monte-Carlo.
En plus d'être un homme d'affaires aguerri, Casiraghi aime passionnément le sport nautique et devient rapidement pilote de bateau à moteur à grande vitesse. Il est notamment titré champion de course offshore aux championnats du monde d'Atlantic City en octobre 1989,,,.
Dans un événement « people » très médiatisé, Stefano et la princesse Caroline de Monaco participent ensemble au Paris-Dakar en janvier 1985 dans la catégorie camion,,,.

### Mort
Il meurt le 3 octobre 1990 au large de Saint-Jean-Cap-Ferrat (Alpes-Maritimes, France) dans un accident de motonautisme.